# Université d'architecture d'Hô Chi Minh-Ville
L'université d'architecture d'Hô Chi Minh ville (en vietnamien : Đại học Kiến trúc Thành phố Hồ Chí Minh) est une université dans le 3e arrondissement, située près de l'université d'économie à Hô Chi Minh-Ville, au Viêt Nam. 

## Présentation
L'université procure à ses élèves un enseignement concernant l'architecture et la construction d'un niveau universitaire. Avant 1995, elle était gérée par le Ministère de l'Éducation. Elle fut absorbée dans l'université nationale de Hô Chi Minh-Ville le 27 janvier 1995. Cependant, le 12 février 2001, elle revint sous l'égide du Ministère de l'éducation. C'est l'une des trois universités d'architecture au Viêt Nam, les deux autres se situant respectivement à Hanoï et à Da Nang.